# Corpus Christianum
Corpus Christianum („christlicher Körper“) ist ein im späten 19. Jahrhundert geprägter Begriff zur Bezeichnung der mittelalterlichen Einheit des geistlichen und des weltlichen Gemeinwesens; Papsttum und Kaisertum sind demnach zwei Gewalten innerhalb des universalen Corpus Christianum. Die Taufe begründet die Zugehörigkeit zu diesem Corpus Christianum. Nichtchristen sind in dem Konzept nicht vorgesehen.  
Anhand des Begriffs Corpus Christianum wurde im späten 19. und frühen 20. Jahrhundert diskutiert, ob Luthers politische Reformanliegen eine Weiterentwicklung des mittelalterlichen Konzepts des Corpus Christianum seien (so Ernst Troeltsch und Rudolph Sohm), oder ob die Reformatoren vielmehr mit dem Konzept des Corpus Christianum brachen (bezogen auf Luther: Johannes Heckel, bezogen auf Calvin: Josef Bohatec). 

## Mittelalterliche Quellen
Der Begriff Corpus Christianum kommt in den mittelalterlichen Quellen aber gar nicht vor. Seine Brauchbarkeit zur Beschreibung mittelalterlicher Verhältnisse ist daher fraglich. Die mittelalterlichen Quellen verwenden beispielsweise die Begriffe Corpus Christi mysticum („mystischer Leib Christi“) und respublica christiana („christliches Gemeinwesen“). Sehr verbreitet, aber im Verhältnis zur ecclesia („Kirche“) unscharf war die Rede von der christianitas („Christenheit“).

## Begriffsprägung Riekers mit Bezug auf Luther
Karl Rieker prägte 1893 den Begriff Corpus Christianum in Anlehnung an Formulierungen Martin Luthers in dessen Reformschrift An den christlichen Adel deutscher Nation von des christlichen Standes Besserung von 1520. Luther entwickelte hier den Gedanken vom Priestertum aller Getauften und wandte sich gegen die Lehre, die Priesterweihe verleihe einen Character indelebilis. Er verwies auf die Leib-Christi-Metapher bei Paulus von Tarsus (Röm 12,4ff. , 1 Kor 12,12ff. ) und folgerte daraus: „Christus hat nit zwey noch zweyerley art corper, einen weltlich, den andern geistlich. Ein heubt ist und einen corper hat er.“ Daraus folgte für Luther, dass die weltliche Gewalt von Gott den Auftrag habe, für Recht und Ordnung zu sorgen; „szo sol man yhr ampt lassen frey gehn unvorhyndert durch den gantzen corper der Christenheit, niemants angesehen, sie treff Bapst, Bischoff, pfaffen, munch, Nonnen, odder was es ist.“
In der Spätphase des landesherrlichen Kirchenregiments wollte Rieker mit dem Rückgriff auf Luther diese traditionelle Zuordnung von Staat und Kirche theologisch unterstützen. 

## Rezeption bei Troeltsch
Rieker gebrauchte seine Begriffsprägung Corpus Christianum eher beiläufig; dass diese im evangelischen Raum breit rezipiert wurde, lag vermutlich an Ernst Troeltsch. Beispielsweise erklärte Troeltsch, kennzeichnend für das Luthertum sei „der Zusammenfall des Kirchlichen und Politischen in dem Begriff einer christlichen Gesellschaft.“ Das zeigt sich für ihn klar in der lutherischen Ständelehre: „Das ist nichts anderes, als die mittelalterliche Idee des Corpus Christianum …. Obrigkeit und Kirchengewalt sind zwei verschiedene Seiten der einen ungeschiedenen christlichen Gesellschaft, weshalb die Obrigkeit und der Staat direkt christliche Lebenszwecke haben und die Kirche die ganze Gesellschaft umfaßt. Aufgehoben ist nur die römische Uebereinanderschichtung eines in  bescheidenem  Umfang selbständigen Staates und eines zum gewaltsamen Eingriff in allen Interessen berechtigten Weltreiches der Kirche“.
Zum Verständnis des Mittelalters wenig geeignet, wurde der Begriff Corpus Christianum um die Wende vom 19. zum 20. Jahrhundert häufig gebraucht, weil er „einem historischen Erklärungsbedürfnis entsprach“ und die eigene, aktuelle kirchliche Situation in Beziehung zur Reformationszeit und zu früheren Perioden der Kirchengeschichte setzte.

## Rezeption bei Bonhoeffer
Durch die Erfahrung des Nationalsozialismus war der schon im 19. Jahrhundert brüchige Rückbezug auf ein Corpus Christianum für die evangelische Theologie vollends unbrauchbar geworden. Für Dietrich Bonhoeffer war das Papsttum allerdings das in die Gegenwart hineinragende „Erbe des Mittelalters“, solange es bestehe, könne auch „die Sehnsucht nach dem verlorenen abendländischen Reiche, nach dem corpus christianum, nicht versiegen“. Andererseits habe sich durch die Reformation das Corpus Christianum „in seine echten Bestandteile auf[gelöst]: das corpus Christi und die Welt.“ In seiner Gegenwart sah Bonhoeffer vorwiegend Kirchenfeindlichkeit und Nihilismus und folgerte: „Die Aufgabe der Kirche ist ohnegleichen. Das corpus christianum ist zerbrochen. Das corpus Christi steht einer feindseligen Welt gegenüber. Einer Welt, die sich von Christus abgekehrt hat, nachdem sie ihn gekannt hat, muß die Kirche Jesus Christus als den lebendigen Herrn bezeugen.“

## Dialektische Theologie
Dem calvinistischen Konzept der „Königsherrschaft Christi“ wird manchmal eine Nähe zum Konzept des Corpus Christianum zugeschrieben. Im 20. Jahrhundert erlangte diese evangelisch-reformierte Tradition durch ihre Rezeption in der Barmer Theologischen Erklärung (Barmen II) Bedeutung für die politische Ethik in der Evangelischen Kirche Deutschlands. 
Karl Barth ging davon aus, dass bereits Calvin mit dem Konzept des Corpus Christianum gebrochen habe. Es sei ein Fehler des Luthertums, sich (auch politisch) rückwärts an diesem Leitbild zu orientieren. Die evangelisch-reformierte Lehre von der Kirche habe dagegen einen kongregationalistischen Zug. Die – von ihm kritisch betrachtete – Kindertaufe sei eine Konsequenz aus dem Gestaltwandel des Christentums in nachkonstantinischer Zeit, „jenes Ein- und Übergangs der Kirche in eine ontologische Einheit mit dem Volk, der Gesellschaft, dem Staat, dem römischen Reich, die dann im mittelalterlichen Corpus Christianum mit seinen zwei verschiedenen, aber nicht getrennten Dominien ihre reifste Form gefunden hat.“

## Corpus Christianumals Fachbegriff der Reformationsgeschichte
Der Begriff Corpus Christianum wird in etwas anderem Sinn auch in der Reformationsgeschichte verwendet: Viele Städte schlossen sich früh der Reformation an. Bernd Moeller interpretierte das so: „Die deutsche Stadt des Spätmittelalters hat eine Neigung, sich als corpus christianum im kleinen zu verstehen.“ Die Reformation sei dort besonders erfolgreich gewesen, wo sie an dieses kommunale Selbstverständnis anknüpfen konnte. Ein oft genanntes Beispiel für diese Art der städtischen Reformation ist Zürich.